# Bullockia maldonadoi
Bullockia maldonadoi es una especie de peces de la familia Trichomycteridae en el orden de los Siluriformes.

## Morfología
• Los machos pueden llegar alcanzar los 7 cm de longitud total.

## Hábitat
Es un pez de agua dulce y de clima subtropical (16 °C-26 °C).

## Distribución geográfica
Se encuentran en Sudamérica: Chile.